# Instituto Mexicano para la Competitividad, A.C.
El Instituto Mexicano para la Competitividad, A.C. (IMCO) es un centro de investigación apartidista y sin fines de lucro fundado en 2003. Su objetivo es enriquecer con evidencia la toma de decisiones públicas para avanzar hacia un México justo e incluyente. 
El IMCO es reconocido por sus análisis y propuestas fundamentadas en datos. Asimismo por su capacidad de fomentar el diálogo entre diversos actores políticos, académicos, empresariales y de la sociedad civil. 
La columna vertebral de los esfuerzos intelectuales de la institución es promover la competitividad de México, definida como la capacidad sostenida de un país, ciudad o región para generar, atraer y retener el talento y la inversión que permita crear mejores oportunidades económicas para sus habitantes. 
Las áreas estratégicas del IMCO son: Sectores económicos y proyectos estratégicos, Sociedad incluyente e Instituciones y gobernanza.
Sus análisis emblemáticos son los índices de competitividad urbana, estatal e internacional. En materia de finanzas públicas sus publicaciones más icónicas son el Índice de Información Presupuestal Estatal (IIPE), el Barómetro de Información Presupuestal Municipal, el Índice de Información del Ejercicio del Gasto (IEEG) y el Informe legislativo.
Los principios rectores de la institución son:
- Enriquecer el debate y la toma de decisiones de política pública con evidencia y análisis de alto rigor técnico.
- Defender principios, no intereses.
- Toda crítica con propuesta, toda propuesta con fundamento.
- Fortalecer el Estado y la libertad económica, ya que son la base para la prosperidad de las personas.

## Proyectos
El IMCO publica periódicamente reportes que analizan la competitiva de México, sus regiones y el mundo a través de 10 factores multidimensionales. En estos informes se recopilan propuestas de política pública para el desarrollo del país, las cuales han servido como fuente de información para gobiernos nacionales y locales. Sus índices de competitividad emblema son:
- El Índice de Competitividad Internacional (ICI)
- El Índice de Competitividad Estatal (ICE)
- El Índice de Competitividad Urbana (ICU)

La institución también realiza reportes para el análisis de temas coyunturales llamados IMCO Analiza, los cuales aportan evidencia para la conversación púbica y la evaluación de políticas públicas. 
Si bien el IMCO se caracteriza por sus publicaciones y reportes, en los últimos años también ha encaminado sus esfuerzos a desarrollar plataformas y sitios web, entre los que se encuentran:
- El monitor de competitividad, herramienta que ofrece datos oportunos acerca del Mercado Laboral, la Recuperación estatal tras la pandemia, el papel de la Mujer en la Economía y el comercio exterior.
- Finanzas públicas, sitio web que sistematiza información acerca de los congresos estatales, la deuda y el gasto público, así como los presupuestos y egresos estatales y nacionales.
- Compara Carreras, herramienta en línea que ofrece información sobre el panorama económico de las carreras universitarias en México.
- Mapeando la corrupción, una herramienta tecnológica que permite identificar el riesgo de corrupción en compras públicas, así como patrones de comportamiento y redes de actores.
- Mapa de reconstrucción escolar, plataforma que tiene el objetivo de incrementar la transparencia y rendición de cuentas alrededor de los esfuerzos de reconstrucción de escuelas  después de los sismos de 2017 en México.
- Mejora tu escuela, plataforma que busca que los padres de familia conozcan,  comparen y califiquen las escuelas de su zona.

## Historia
En el 2003, el IMCO irrumpió el mercado de las ideas en México al fomentar discusiones abiertas sobre política pública sin sesgos ideológicos, a través de una comunicación nítida, concisa y fundamentada en análisis rigurosos de evidencia y datos duros.
Desde sus inicios, el IMCO ha sido un incansable luchador por la transparencia en los presupuestos públicos, el correcto ejercicio del gasto y el combate a la corrupción. Las evaluaciones del IMCO en materia de gasto público se han traducido en la publicación del Índice de Información Presupuestal Estatal (IIPE), el Barómetro de Información Presupuestal Municipal, el Informe Estatal del Ejercicio del Gasto (IEEG), el primero en su tipo en México, y el Informe legislativo.
De 2015 y hasta 2021 el Instituto encabezó, junto a Transparencia Mexicana, la iniciativa #3de3 para exigir a funcionarios públicos y candidatos a puestos de elección popular demostrar  su compromiso con la rendición de cuentas al publicar tres documentos: sus declaraciones patrimoniales, de intereses y fiscal. 
A partir del éxito de la iniciativa, el IMCO en conjunto con otras organizaciones, impulsó la Ley General de Responsabilidades Administrativas, conocida como la Ley3de3, la cual estableció un precedente al poner a consideración del congreso 120 mil firmas de ciudadanos que firmaron a favor de la ley. Para lograrlo el IMCO lideró una campaña que contó con el apoyo de una amplia base de actores sociales, incluidos cámaras empresariales, universidades, sociedad civil y ciudadanos, para recolectar más de 600 mil firmas ciudadanas y, con ello, lograr la aprobación de la iniciativa de ley. 
Además de la Ley3de3, el IMCO participó en la construcción de todo el paquete de leyes secundarias del Sistema Nacional Anticorrupción, así como en la selección de los ciudadanos que se encargarán de la implementación de las nuevas políticas anticorrupción.
El IMCO también ha encarado el reto de enriquecer el debate anticorrupción y la búsqueda de soluciones de política pública mediante el uso de herramientas tecnológicas de vanguardia como el uso de big data. 
En marzo de 2018, el Instituto presentó el Índice de Riesgos de Corrupción. Esta ambiciosa iniciativa evaluó los riesgos de corrupción en compras gubernamentales a través del análisis transversal de competitividad, transparencia y prácticas de integridad en las mil 531 unidades compradoras del Gobierno federal. La publicación de este estudio ha motivado a algunas dependencias y entidades compradoras del Gobierno a acercarse al IMCO para conocer la base de datos y entender el potencial que tiene en términos de auditorías focalizadas y prevención de riesgos de corrupción. Además, la base de datos se ha convertido en la principal fuente de información para un posgrado en periodismo de datos del prestigioso Centro de Investigación y Docencia Económica (CIDE).
Otro gran esfuerzo en materia anticorrupción fue la propuesta de Ley General de Adquisiciones, Arrendamientos y Servicios del Sector Público (Ley de Contrataciones). Esta iniciativa impulsada por la Comisión Federal de Competencia Económica (COFECE), la Secretaría Ejecutiva del Sistema Nacional Anticorrupción (SESNA), Transparencia Mexicana (TM), México Evalúa y el IMCO para fortalecer la planeación, promover e incrementar la competencia económica e incorporar mecanismos para controlar la corrupción, en aras de lograr contrataciones en las mejores condiciones en beneficio de los ciudadanos.
En 2020, el IMCO presentó #MujerEnLaEconomía, un proyecto del área Sociedad Incluyente, el cual busca dar seguimiento a la participación económica y política de las mexicanas. De este proyecto nació el monitor que lleva el mismo nombre, en el cual se pueden visualizar datos clave y oportunos sobre la recuperación de la mujer pos-covid, la brecha salarial, la participación laboral y el liderazgo de las mujeres en las empresas. 
Otras acciones que se desprenden de esta iniciativa son la investigación: Los beneficios económicos de sumar a más trabajadoras que calcula que en 2030, el PIB de México puede ser 15% mayor que el de 2020 si sumamos a 8.2 millones de mujeres a la economía en los próximos 10 años. Además de la encuesta realizada junto con el periódico Reforma que ilustra los efectos que viven las mujeres en el hogar y en el trabajo a raíz de la emergencia sanitaria por covid-19.
Desde el comienzo de la pandemia, el IMCO ha enfocado sus esfuerzos en proponer una serie de recomendaciones de políticas públicas que tienen como objetivo proteger los ingresos de las familias, conservar puestos de trabajo, así como evitar el cierre de pequeñas y medianas empresas. Además ha ofrecido evidencia sobre medidas funcionales para tomar en cuenta en la reapertura de actividades económicas y sociales. 
Puntualmente la institución ha lanzado los siguientes proyectos para contribuir a mitigar los efectos de la pandemia: Mapeando la recuperación económica en los estados, el cual se basa en el Indicador de Recuperación Económica Estatal (IREE) que mide el porcentaje de reactivación económica por estado de la república mexicana de manera trimestral. Además presentó un monitor del mercado laboral que permite diagnosticar los cambios en los empleos en tiempos de covid-19. 
Otros temas de interés público en los que el IMCO ha contribuido con evidencia y datos son los relacionados con energía y medio ambiente, con especial énfasis en el mercado energético. La institución ha participado en debates coyunturales sobre el tema con análisis oportunos y constructivos sobre el impacto que tendrás las decisiones de política pública en la competitividad del país, además ha abogado por acciones para un mercado energético eficiente. En cuanto a medio ambiente, en 2019 contribuyó a calcular por primera vez en el país cuánto le cuesta a las ciudades mexicanas la congestión vehicular.

## Directores generales
| Director General | Periodo           |
| ---------------- | ----------------- |
| Roberto Newell   | 2003 - 2011       |
| Juan E. Pardinas | 2011 - 2019       |
| Manuel Molano    | 2019 - 2020       |
| Valeria Moy      | 2020 - Actualidad |

## Alianzas y colaboraciones
A lo largo de los años, el IMCO ha generado alianzas con varias organizaciones nacionales e internacionales. Además ha cultivado una presencia importante en medios de comunicación entre los que destacan The New York Times, The Washington Post, The Economist, The Financial Times, Quartz, France 24,  El País, entre otros. 
El IMCO es miembro activo de diversos colectivos entre los que se encuentran el Núcleo de organizaciones de la sociedad civil de la Alianza para el Gobierno Abierto, en el cual participa como coordinadora durante el 2021. Además, colabora en la Alianza para el Parlamento Abierto, en la Red Anticorrupción Latinoamericana (REAL) y en el Grupo BID-Sociedad Civil. También forma parte de diversos colectivos como #VamosPorMás, Colectivo PE$O, #YoMeMuevo, entre otros. 

En cuanto a su financiamiento, el IMCO únicamente recibe apoyo de organizaciones e individuos que garantizan su autonomía e independencia intelectual. La política del instituto es que los resultados de todos sus proyectos deben ser bienes públicos. 
- Datos: Q5917441